# زمييف
زمييف (Зміїв) هي مدينة في مقاطعة كاركيفسكا في أوكرانيا.

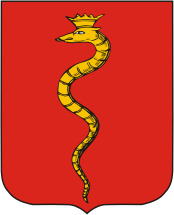
شعار مدينة زمييف

يبلغ عدد سكانها حوالي 15606 نسمة.

## معرض صور

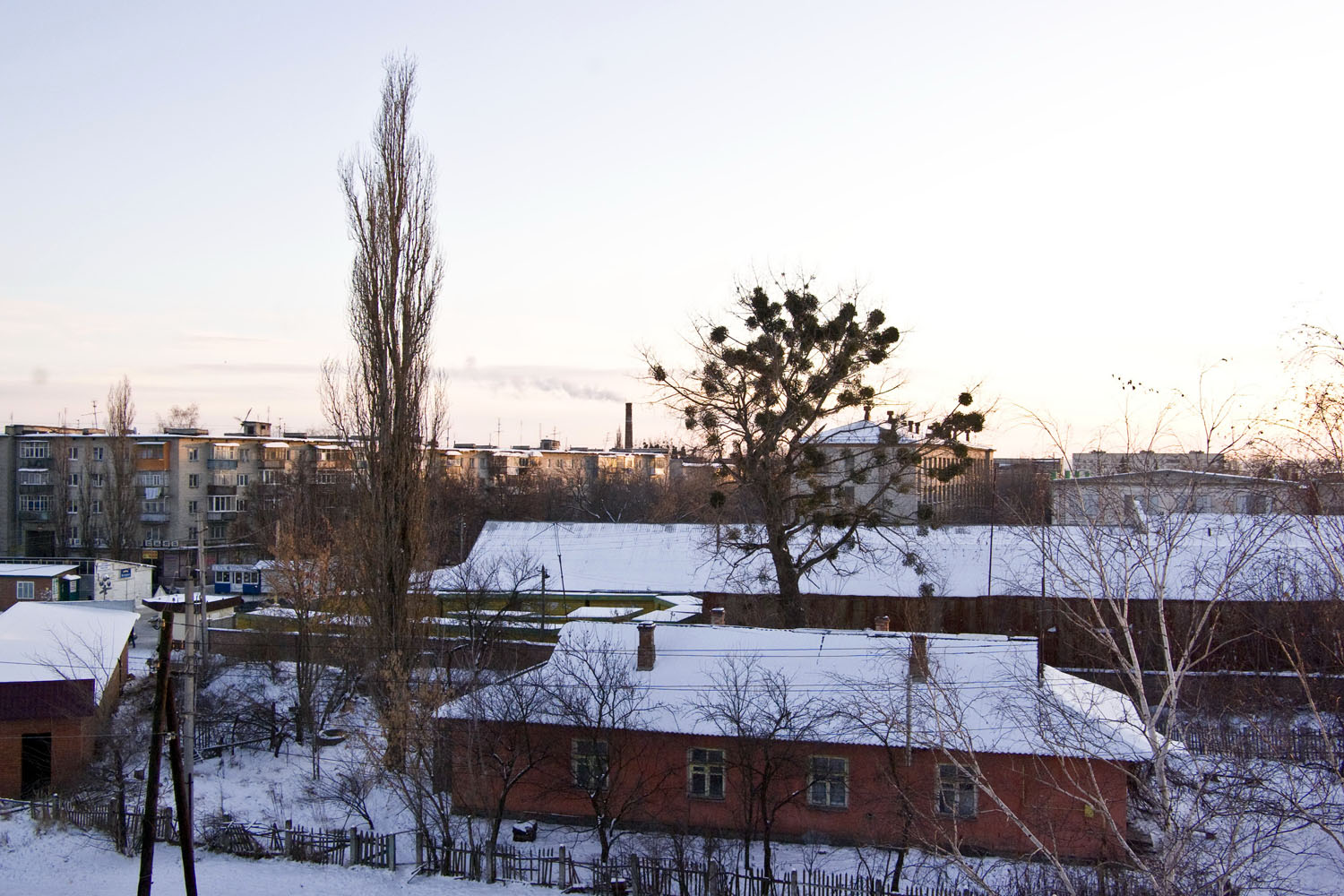
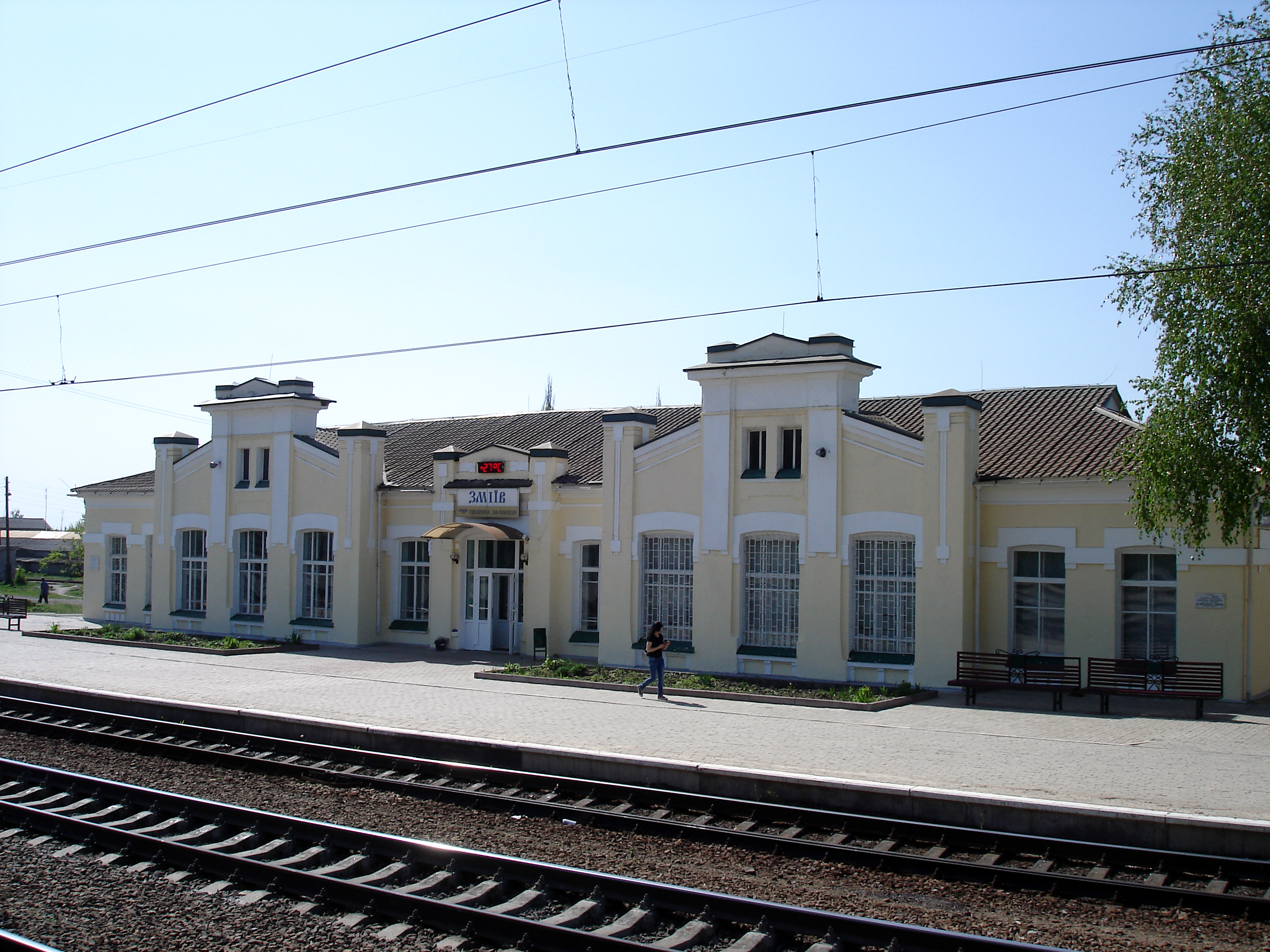
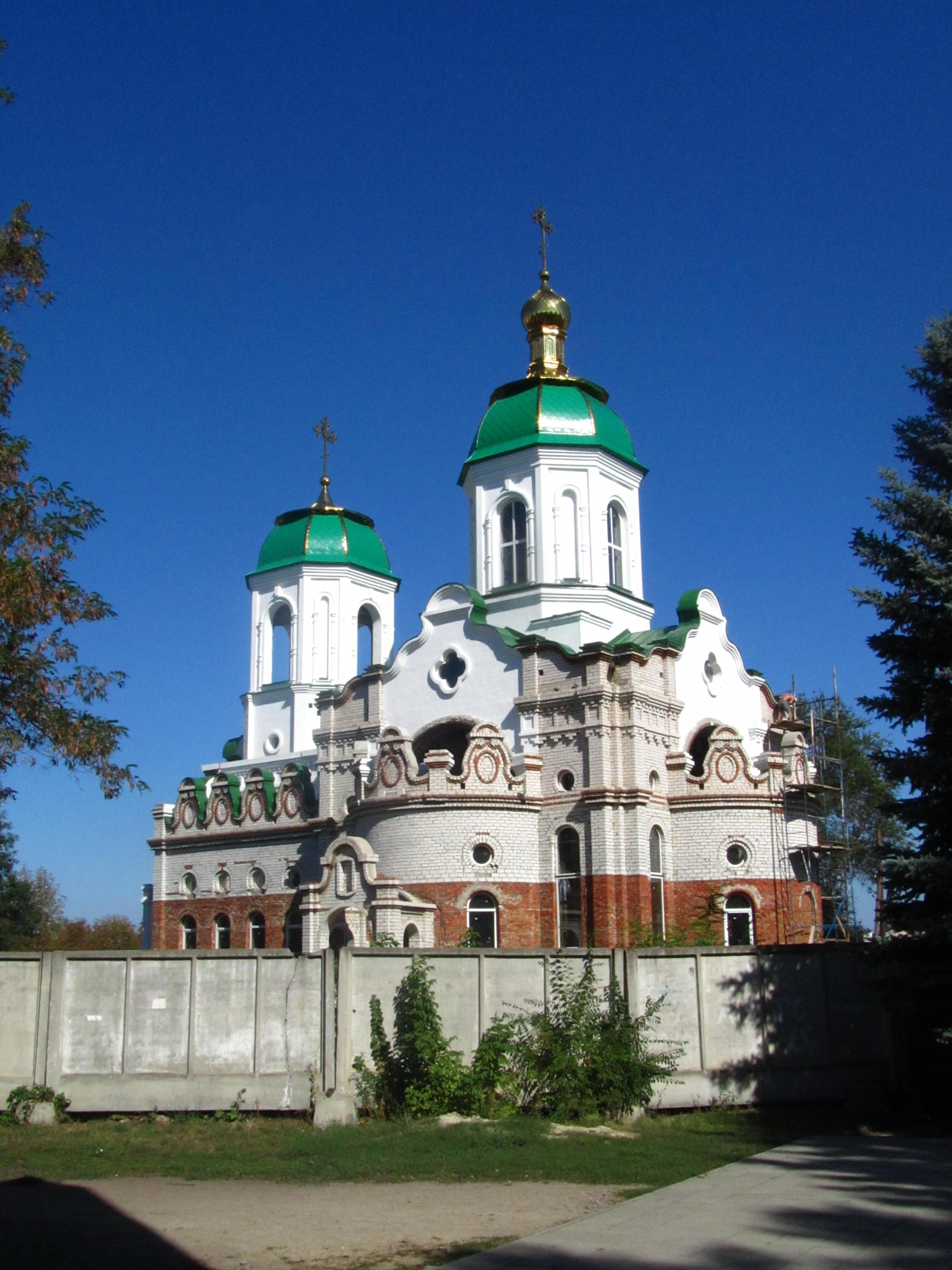
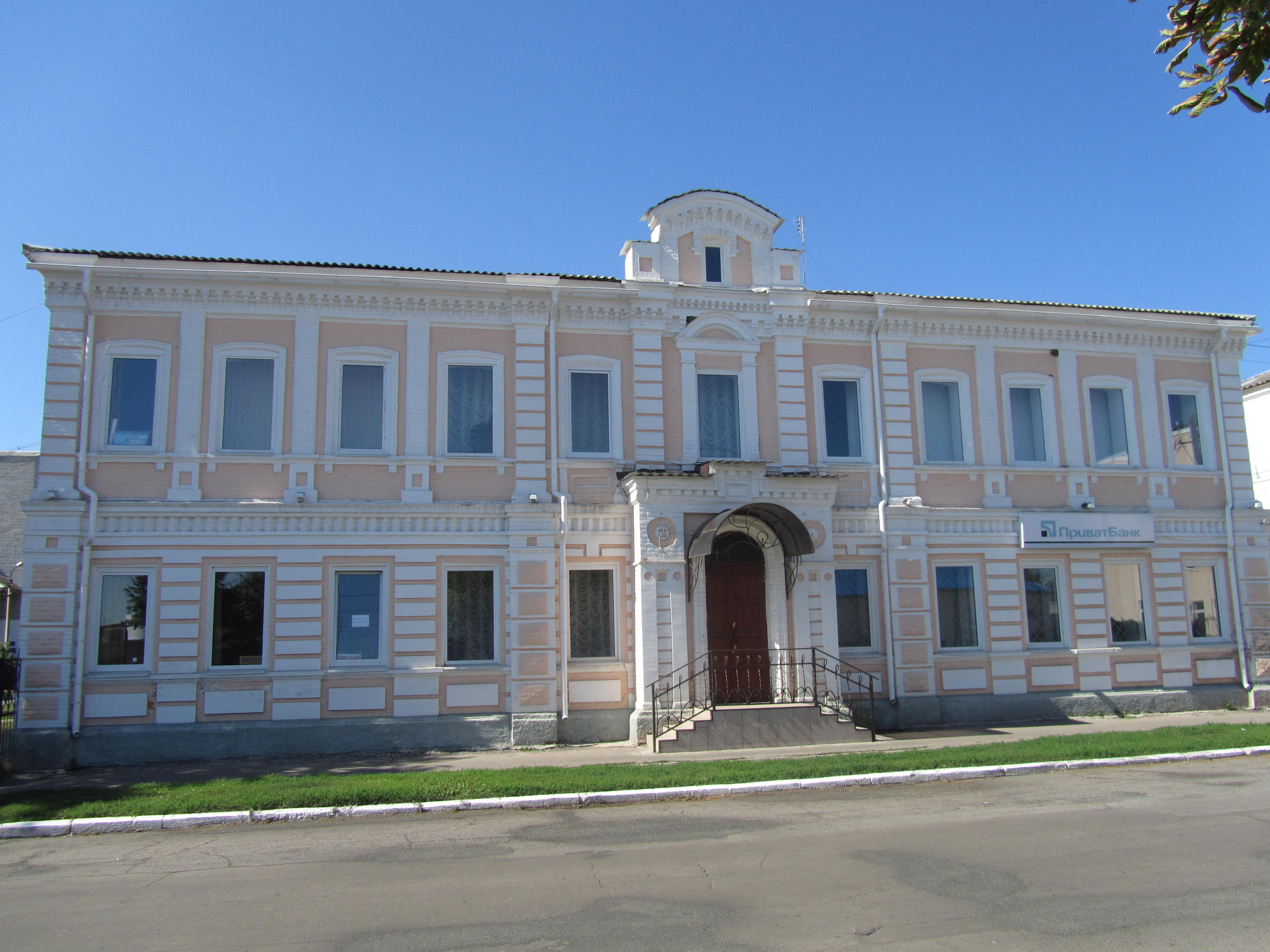
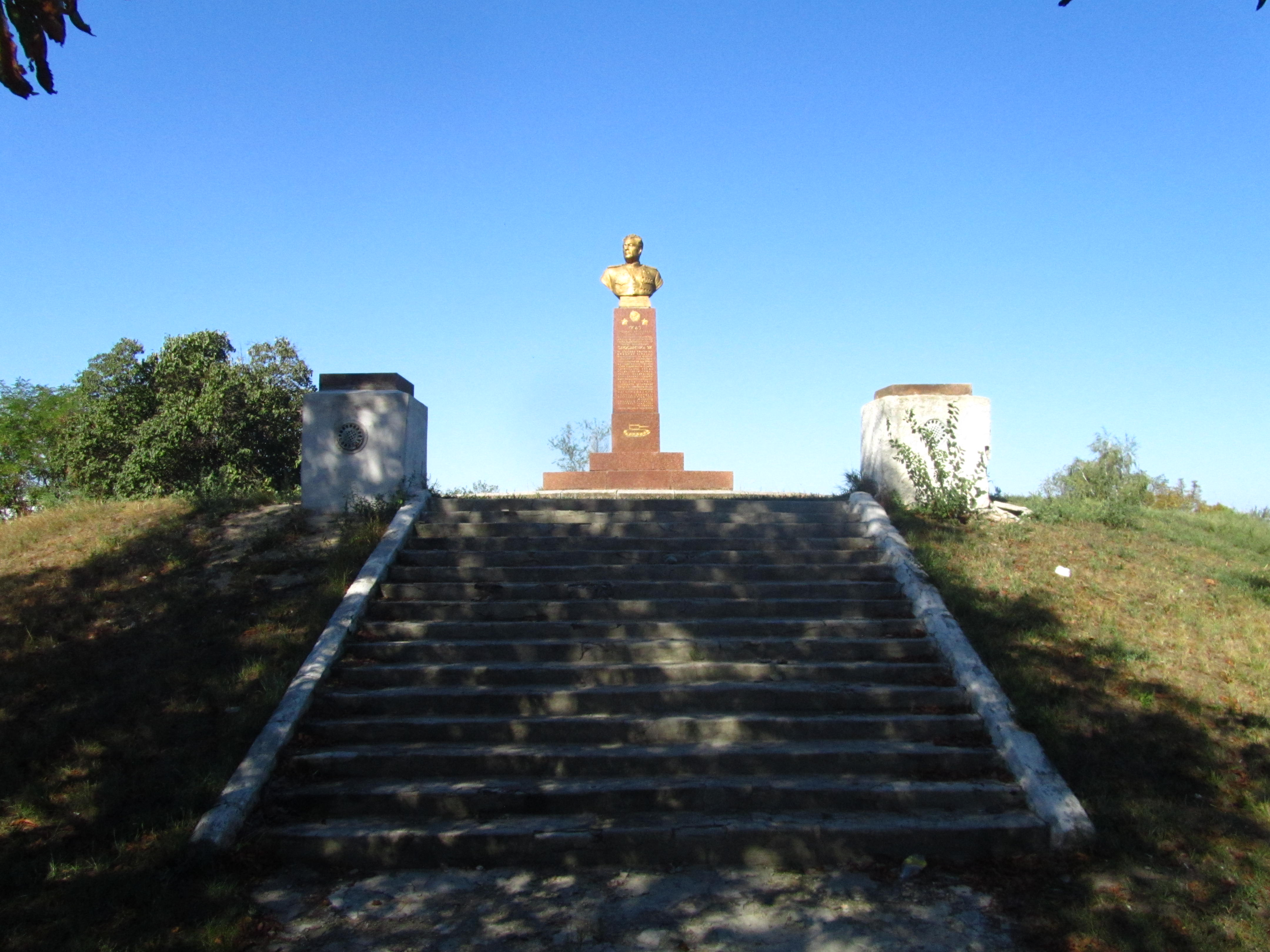
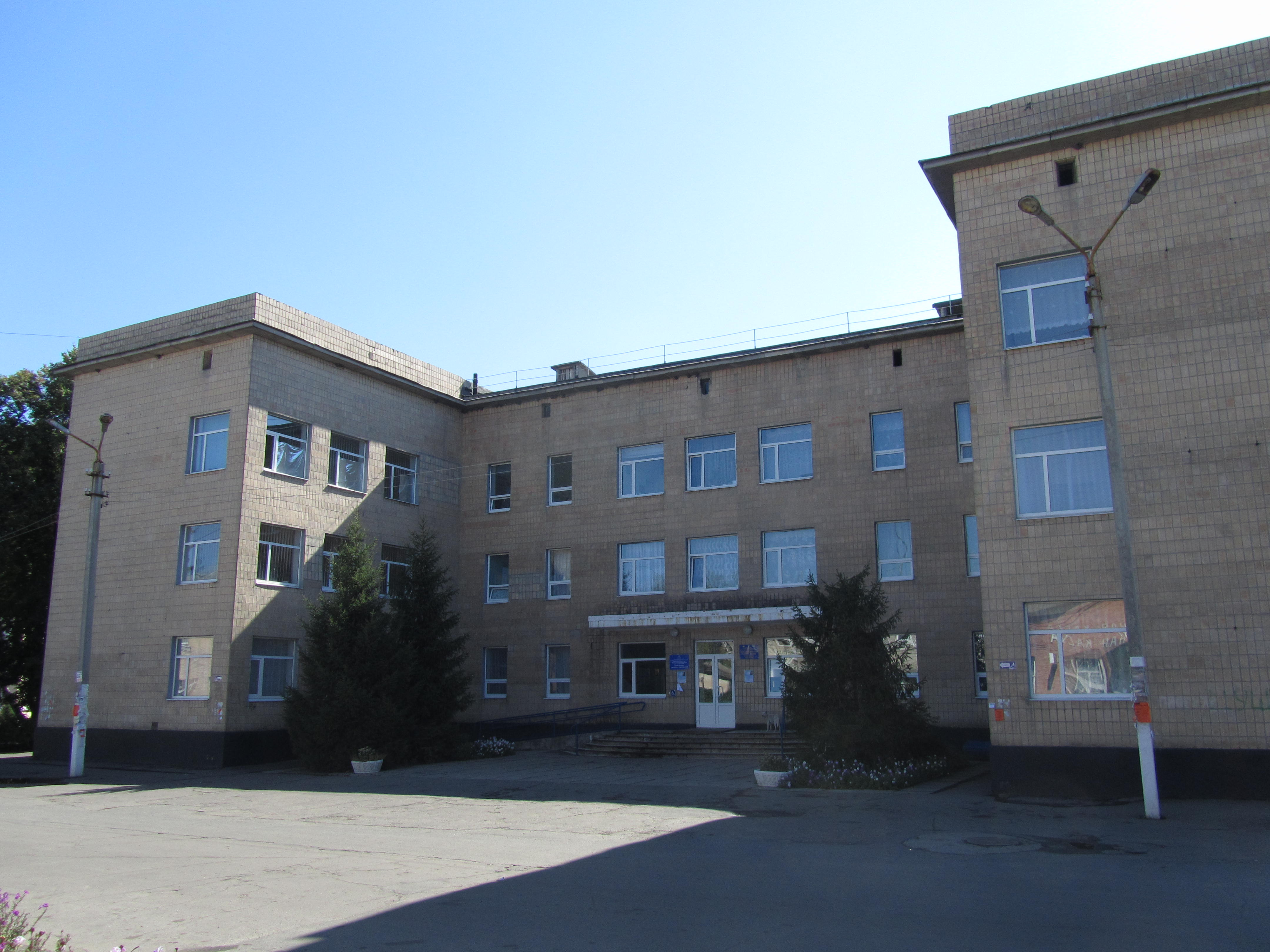

## أعلام
- سيرهي بيليشوك
- إيغور فولك